# The Runners Four
The Runners Four — седьмой студийный альбом американской инди-рок группы Deerhoof из Сан-Франциско (штат Калифорния). Он был выпущен 11 октября 2005 года на лейблах Kill Rock Stars, ATP Recordings, 5 Rue Christine.

## Отзывы
| Совокупная оценка    | Совокупная оценка |
| Источник             | Оценка            |
| -------------------- | ----------------- |
| Metacritic           | 76/100            |
| Оценки критиков      |                   |
| Источник             | Оценка            |
| AllMusic             | [ 4 ]             |
| Entertainment Weekly | B                 |
| Houston Chronicle    | 4/5               |
| The Independent      | [ 7 ]             |
| Mojo                 | [ 8 ]             |
| NME                  | 7/10              |
| Pitchfork            | 9.0/10            |
| Rolling Stone        | [ 10 ]            |
| Spin                 | B+                |
| Uncut                | [ 12 ]            |

Альбом получил положительные отзывы музыкальных критиков. Хизер Фарес из AllMusic отметил, что «После семи альбомов ликующего столпотворения Deerhoof немного успокоились с The Runners Four, сборником песен, которые ещё более сдержанны. The Runners Four все ещё далёк от типичного инди-рока; на самом деле, он звучит скорее как один из старых альбомов Deerhoof, сыгранный на половинной скорости, чем что-либо еще. В The Runners Four есть на что посмотреть и что послушать; это самая длинная, самая эклектичная работа Deerhoof и ещё одно доказательство того, что группа может расширять своё звучание, не теряя того, что делает его особенным».

## Список композиций
Слова и музыка всех песен — Deerhoof.
| №                   | Название                    | Длительность |
| ------------------- | --------------------------- | ------------ |
| 1.                  | «Chatterboxes»              | 2:32         |
| 2.                  | «Twin Killers»              | 2:16         |
| 3.                  | «Running Thoughts»          | 3:45         |
| 4.                  | «Vivid Cheek Love Song»     | 2:14         |
| 5.                  | «O'Malley, Former Underdog» | 2:16         |
| 6.                  | «Odyssey»                   | 2:55         |
| 7.                  | «Wrong Time Capsule»        | 2:52         |
| 8.                  | «Spirit Ditties of No Tone» | 4:07         |
| 9.                  | «Scream Team»               | 2:40         |
| 10.                 | «You Can See»               | 3:20         |
| 11.                 | «Midnight Bicycle Mystery»  | 1:59         |
| 12.                 | «After Me the Deluge»       | 3:59         |
| 13.                 | «Siriustar»                 | 4:37         |
| 14.                 | «Lemon and Little Lemon»    | 2:04         |
| 15.                 | «Lightning Rod, Run»        | 2:15         |
| 16.                 | «Bone-Dry»                  | 2:15         |
| 17.                 | «News from a Bird»          | 1:23         |
| 18.                 | «Spy on You»                | 2:12         |
| 19.                 | «You're Our Two»            | 2:24         |
| 20.                 | «Rrrrrrright»               | 3:57         |
| Общая длительность: | Общая длительность:         | 56:01        |

## Чарты
| Чарт (2005)                            | Высшая позиция |
| -------------------------------------- | -------------- |
| США (Billboard Independent Albums)     | 50             |
| США (Billboard Top Heatseekers Albums) | 46             |